# 카와라우강

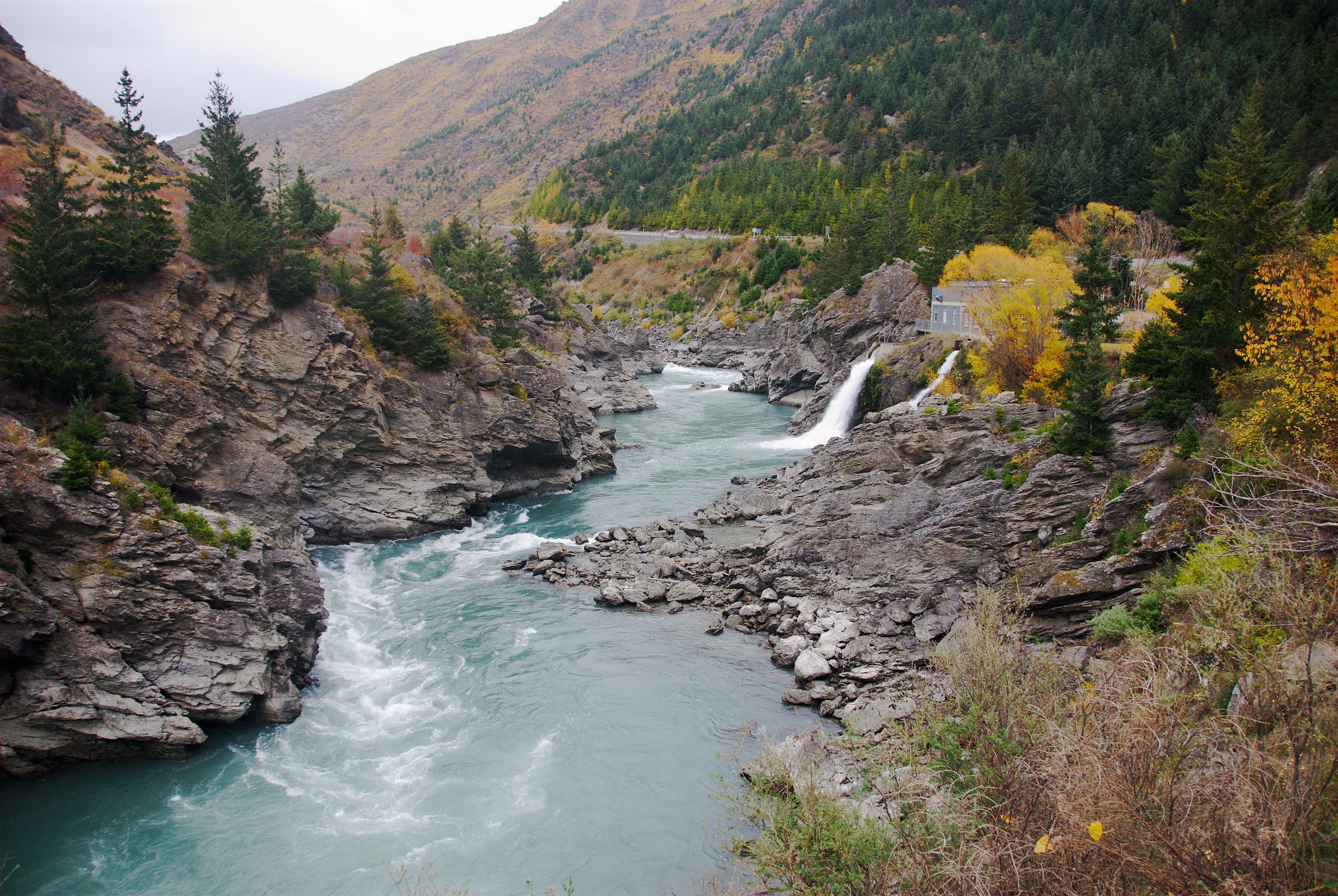
로어링 멕 하이드로 역이 있는 카와라우강

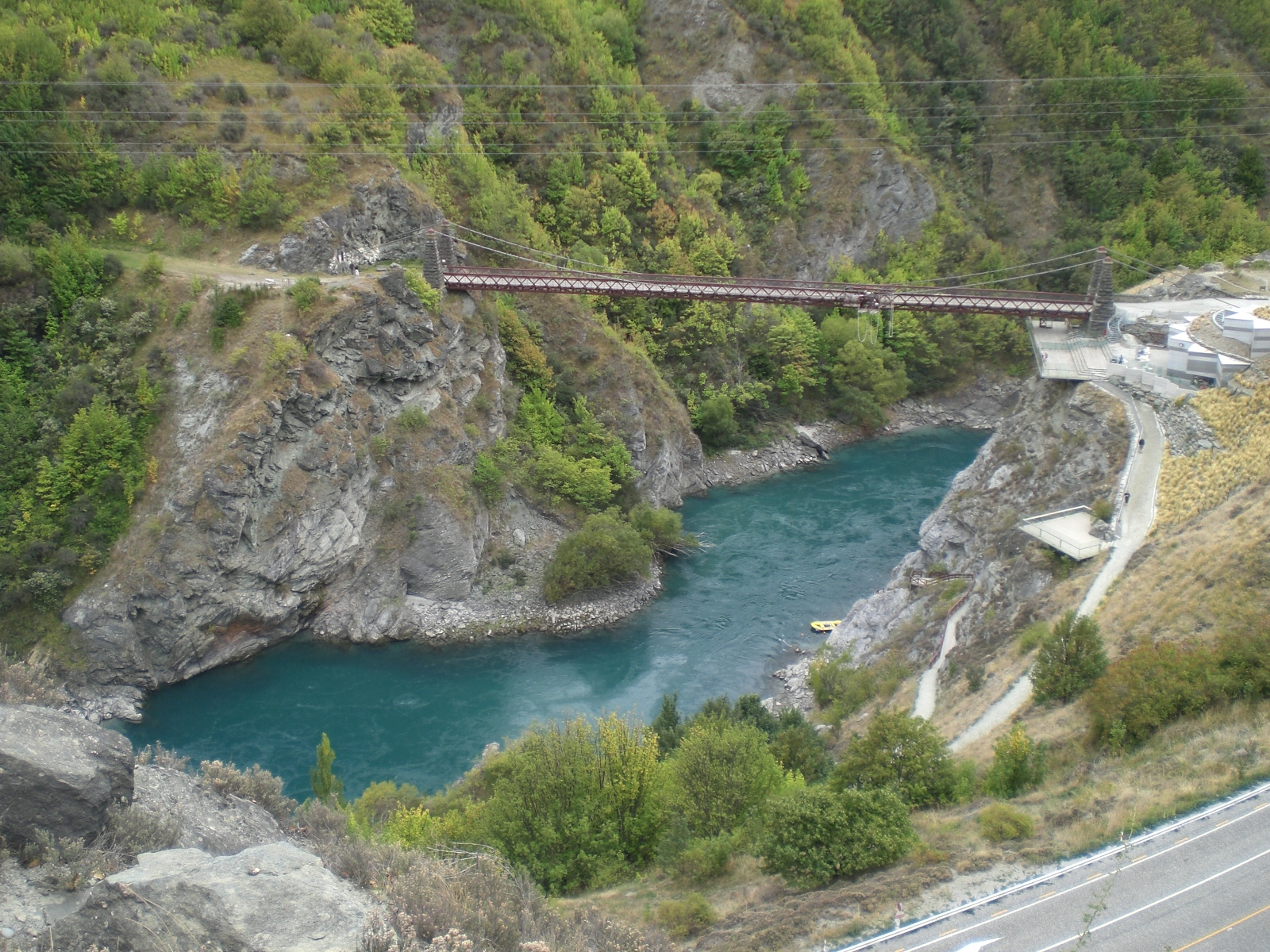
카와라우 다리 번지, 세계 최초로 번지점프를 상업화한(A. J. 해킷 번지 센터. 오른쪽)

카와라우강(Kawarau River)은 뉴질랜드 오타고 지방의 북서쪽을 흐르는 강이다. 이 강은 동쪽으로 약 60 km를 흘러 가파른 카와라우 고즈(Kawarau Gorge)를 관통하여 크롬웰 근처의 던스턴 호수에 합류할 때까지 흘러간다. 샷오버 강은 북쪽에서 합류하며, 네비스 강은 남쪽에서 합류한다. 유속이 빠르고, 강력하기 때문에 이 강은 위험할 수 있고, 많은 생물들이 갈아가고 있다.

## 개요
로어링 멕 하이드로 계획(The Roaring Meg Hydro Scheme)은 저지대 역이 침수되기 때문에 개발을 수행하는 계획이다. 역 서쪽의 몇 백 미터는 강이 1.2 m로 좁아져 자연적인 다리를 형성하는 곳이다. 그곳은 초창기에는 금을 캐는 광부들이 건너가는 지역이었다. 광부들은 더니든 쪽에서 애로우 골드필즈로 접근하기 위해 서쪽으로 현재의 마운트 디피컬티 역으로 건너다녔다.
19세기에 금이 강에서 채취되었다. 이들이 사용한 오두막집이 아직도 남아 있으며, 그들 중 다수가 현재 포도밭과 가깝다. 1924년에는 한 회사가 강 바닥에서 금을 채취할 목적으로 와카티푸 호수를 막아서 강 배수로를 만들었다. 1927년 10개의 거대한 문이 만들어졌으며, 강수위가 낮아졌지만, 계획한대로 갖춰지지 못했다. 이 수문은 현재 스테이트 고속도로의 일부를 구성한다. 골짜기에 자리잡은 골드필즈 마이닝 센터는 금채광 기술의 작업 전시회가 있는 시범센터를 운영하고 있다.